# Siegersdorf (Rattenberg)
Siegersdorf ist ein Gemeindeteil der Gemeinde Rattenberg im niederbayerischen Landkreis Straubing-Bogen. Bis zum 31. Dezember 1971 bildete es eine selbstständige Gemeinde.

## Lage
Das Dorf Siegersdorf liegt im Bayerischen Wald etwa zwei Kilometer südöstlich vom Ortskern von Rattenberg.

## Geschichte
Der Name des Ortes leitet sich vom Personennamen Sigo oder Sigin ab. 1465 wird von „Siginstorff“ gesprochen, Philipp Apian schreibt „Sigestorf“. Siegersdorf bildete eine Obmannschaft im Amt Rattenberg des Pfleggerichts Mitterfels. 1752 bestand die Ortschaft aus neun Anwesen.
Aus dem Steuerdistrikt Siegersdorf wurde mit dem endgültigen Abschluss der Gemeindeformationen 1821 die Gemeinde Siegersdorf im Landgericht Mitterfels gebildet. Sie bestand aus drei Dörfern, zwei Weilern, 20 Einöden und 83 Familien. Später gehörte sie zum Bezirksamt und Landkreis Bogen.
Bei der Volkszählung 1961 hatte die Gemeinde Siegersdorf 599 Einwohner und bestand aus den Dörfern Kriseszell, Siegersdorf, Steinachern und Wassesbühl, aus den Weilern Bühlhof, Buglmühl, Gneißen, Hinterfelling, Maierhof, Oberbocksberg, Vornwald, Weidenschaft, Zierling und Ziernberg und den Einöden Almhofen, Aufeld, Haderhaus, Hochwies, Ödhof, Ödlend, Rauberthal, Redlmühl, Riedelswald, Schutzering, Unterumwangen, Vorderfelling, Weidenhof und Zellwies. Als ehemalige Gemeindeteile gab es Kleinzierling und Kreuzhaus.
Am 1. Januar 1972 wurde die Gemeinde Siegersdorf im Zuge der Gebietsreform in die Gemeinde Rattenberg eingegliedert. 1987 hatte Siegersdorf 95 Einwohner.

## Vereine
- Bauernverband Siegersdorf
- Freiwillige Feuerwehr Siegersdorf
- Jagdgenossenschaft Siegersdorf
- Krieger- und Soldatenkameradschaft Rattenberg-Siegersdorf
- Landfrauen Siegersdorf